# Орден (организация)
О́рден — организация, сообщество лиц, связанных общей целью и особыми правилами жизни. Подразделяются на:
- Монашеские ордены — в католицизме сообщества монашествующих, объединённых общей духовностью и уставом. (См. Список католических орденов и конгрегаций).
- Духовно-рыцарские ордены — ордены, появившиеся в период Крестовых походов. Наиболее известны храмовники (тамплиеры) и госпитальеры (Мальтийский орден).
- Светские рыцарские ордены — ордены европейских стран, возникшие в позднее Средневековье.
- Государство-орден (нем. Ordenstaat) — государство, возглавляемое духовно-рыцарским орденом, может рассматриваться как особая форма теократии. Историческим примером такого государства является Государство Тевтонского ордена.

## Современные ордены
С современной точки зрения, орден — негосударственная некоммерческая общественная организация, основанная на членстве физических лиц, имеющая устав, атрибуты, символику, ритуалы, организационную структуру, казну и обладающая иным имуществом. Данная организация преследует определённые цели и задачи, для достижения которых создана и осуществляет деятельность. Как правило, к личности члена ордена предъявляются определённые требования, а для вступления необходимо прохождение определённого испытания. В обывательском сознании и массовой культуре сегодня орден — синоним тайной организации избранных. Излюбленная тема конспирологов и сторонников теории заговора.

## История
Первоначально ордены появились в средневековье и представляли собой формы образования группировок дворянства и духовенства. Одна из функций ордена — цветографическая идентификация членов для определения в системе "свой-чужой", путём ношения одинаковой одежды, знаков и т. д. — закрепилась в названии: орденом называется и организация, и определяющий её членов знак — орден. Позднее членство в отдельных орденах, особенно приближенных к монарху,  стало рассматриваться как награда, поскольку вступление в члены ордена требовало определённого происхождения и совершения героических и благородных поступков, а членство в таком ордене сопровождалось значительными привилегиями, их внешним проявлением был знак принадлежности — орден. Вместе с тем следует отметить, что рыцарские и духовные ордены были источником разного рода оппозиционных движений, в связи с чем возникли тайные ордены, то есть организации, члены которых не афишировали своё членство. По мере укрепления абсолютизма в Западной Европе большая часть некогда могущественных орденов была уничтожена.
До революции в России идеи создания орденов распространения не получили, однако многие русские аристократы и цари были членами иностранных орденов, в частности, мальтийского ордена. После революции создание любых неформальных организаций, не подконтрольных государству, было запрещено, однако имеются свидетельства, что ряд высокопоставленных чиновников, научных, военных и политических деятелей СССР тем не менее состоял в таких организациях, использовавших общую (отличную от общепринятой) символику и ритуалы. В настоящее время какой-либо информации о существовании в России орденов, за исключением формальных — объединяющих любителей военно-исторической реконструкции и ролевых игр, нет. За рубежом однако аристократические и религиозно-мистические ордены продолжают своё существование, превратившись в клубы по интересам, общественные и религиозно-клерикальные организации. Новое время характеризуется ростом количества псевдоорденов, апеллирующих к обывательскому сознанию и тяге к состоянию в тайных обществах. Большинство орденов данного типа абсолютно безобидны и ограничивают свою деятельность разного рода костюмированными шоу, однако в приходе к власти нацистов в Германии ордены, рассчитанные на привлечение новых членов и пропаганду нацистских взглядов, сыграли существенную роль.